# Sarah Taillebois
Pour la commune, voir Taillebois.
Sarah Taillebois, née le 17 septembre 1990, est une femme politique et haute fonctionnaire française, membre du Parti socialiste (PS).

## Biographie

### Jeunesse et études
Sarah Taillebois est élève au lycée Jean-Macé de Vitry-sur-Seine, puis à l'Institut d'études politiques de Paris. Après avoir occupé plusieurs postes administratifs locaux, elle rejoint l'École nationale d'administration (ENA) en 2020.

### Parcours professionnel
Elle est maire-adjointe de Vitry-sur-Seine chargée de la santé et de l'hygiène publique entre 2014 et 2020, puis des finances et de l'innovation publique à partir de juillet 2020. 
Dans le cadre de ses études à l'ENA, elle devient en juin 2020 stagiaire à la préfecture de Charente-Maritime.
Remplaçant Luc Carvounas dont elle était la suppléante, elle est brièvement députée de la neuvième circonscription du Val-de-Marne le 24 juin 2020,.